# Hugo Della Santa
Hugo Sérgio Della Santa Panza (Capivari, 1952 — São Paulo, 26 de março de 1988) foi um ator brasileiro.

## Carreira
Hugo nasceu na cidade de Capivari, no interior de São Paulo, em 18 de junho de 1956.
Suas atuações artísticas foram em cinema, televisão e teatro.
Começou no Teatro em 1978, quando participou de uma montagem infantil de “Sítio do Picapau Amarelo” e depois da peça adulta “Apenas Garotos“. Um ano depois ele estava na montagem de “O Dia que Virou Noite e A Noite que Virou Dia e Noite”.
Em 1979, ele estreou no Cinema em "Paula- A História de Uma Subversiva”. E em 1981 ele se tornou conhecido nacionalmente por participar de um dos principais papéis da novela “Os Adolescentes” como Liminha, na TV Bandeirantes.
No Cinema ele ainda atuou com destaque em “Filhos e Amantes”; “A Próxima Vítima”; “Jeitosa, Um Assunto Muito Particular” e  “Romance”.
Em Televisão, o ator ainda trabalhou nas novelas da Rede Bandeirantes: “Ninho da Serpente” em 1982 e “Os Imigrantes-3ª Geração”, em 1982.
Em Teatro ele fez as peças “Uma História de Amor”; “Cordão Umbilical”; “Um Beijo, Um Abraço, Um Aperto de Mão”; “Nossa Senhora das Flores” e “Giovanni”.
Por sua atuação na peça “Um Beijo, Um Abraço, Um Aperto de Mão”, recebeu o Prêmio Governador do Estado, como Melhor Ator, em 1985.
No bairro Cidade Tiradentes, em São Paulo, há uma rua com seu nome.

## Morte
Desde 1983, era portador do vírus HIV. Desde o início de abril de 1988, estava internado no Hospital Albert Einstein, onde faleceu de anemia aplástica em decorrência da AIDS. Ele tinha um relacionamento com o também ator Caíque Ferreira.

## Trabalhos no cinema
| Ano  | Título                               | Papel            |
| ---- | ------------------------------------ | ---------------- |
| 1988 | Romance                              | André            |
| 1984 | Jeitosa, um Assunto Muito Particular | Pixoxó           |
| 1983 | A Próxima Vítima                     |                  |
| 1981 | Filhos e Amantes                     | Dinho            |
| 1979 | Paula - A História de uma Subversiva | Rapaz do casarão |

## Trabalhos na televisão
- Os Imigrantes - Terceira geração (1982) .... Antonito
- Ninho da Serpente (1982) .... Alex
- Os Adolescentes (1981) .... Liminha